# Паньовиці
Паньовиці (пол. Paniowice, нім. Pannwitz) — село в Польщі, у гміні Оборники-Шльонські Тшебницького повіту Нижньосілезького воєводства.
Населення — 362 особи (2011).
У 1975-1998 роках село належало до Вроцлавського воєводства.

## Демографія
Демографічна структура станом на 31 березня 2011 року:
|          | Загалом | Допрацездатний вік | Працездатний вік | Постпрацездатний вік |
| -------- | ------- | ------------------ | ---------------- | -------------------- |
| Чоловіки | 168     | 44                 | 116              | 8                    |
| Жінки    | 194     | 49                 | 123              | 22                   |
| Разом    | 362     | 93                 | 239              | 30                   |